# Anthony Bryer

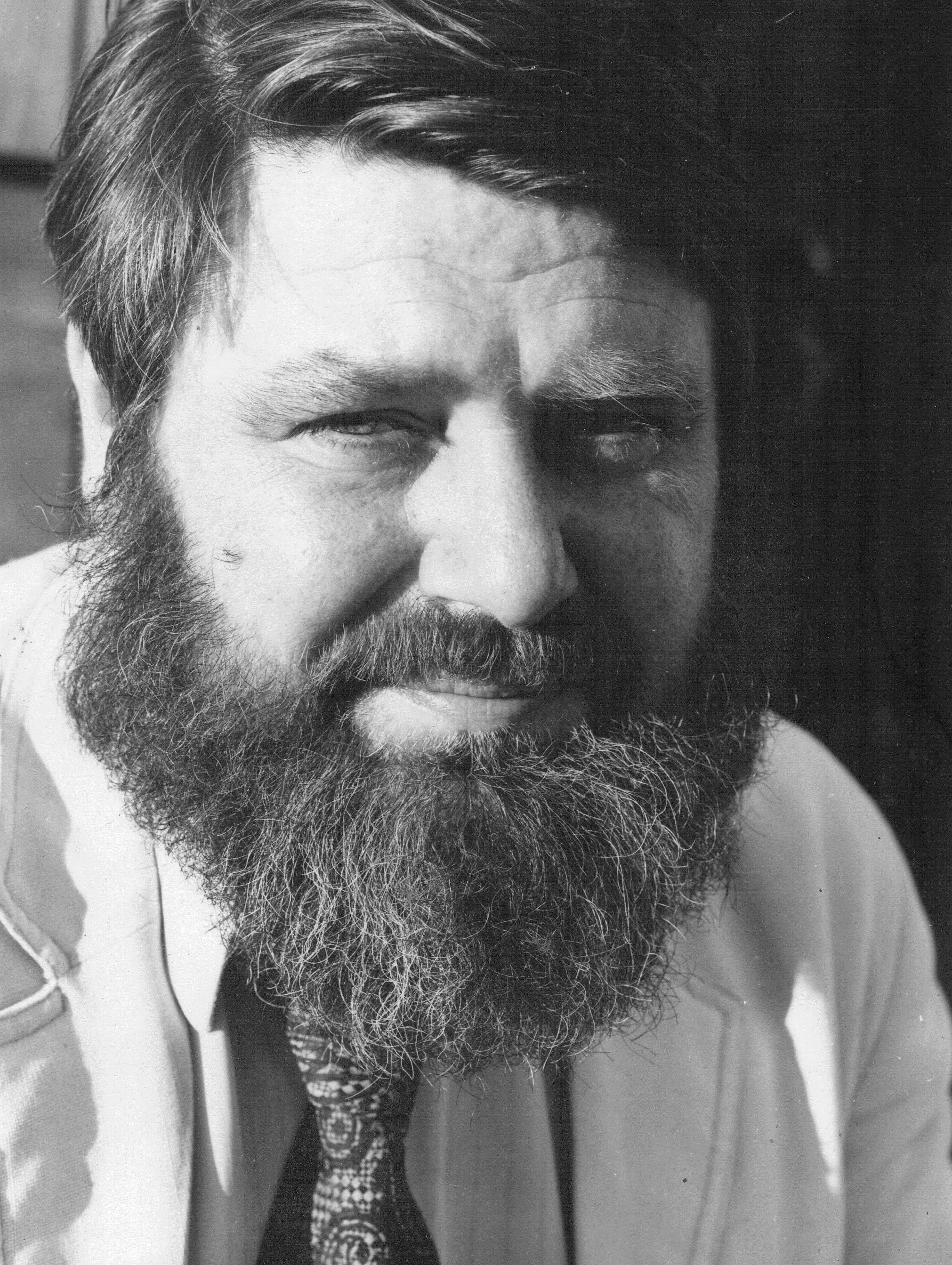
Anthony Bryer

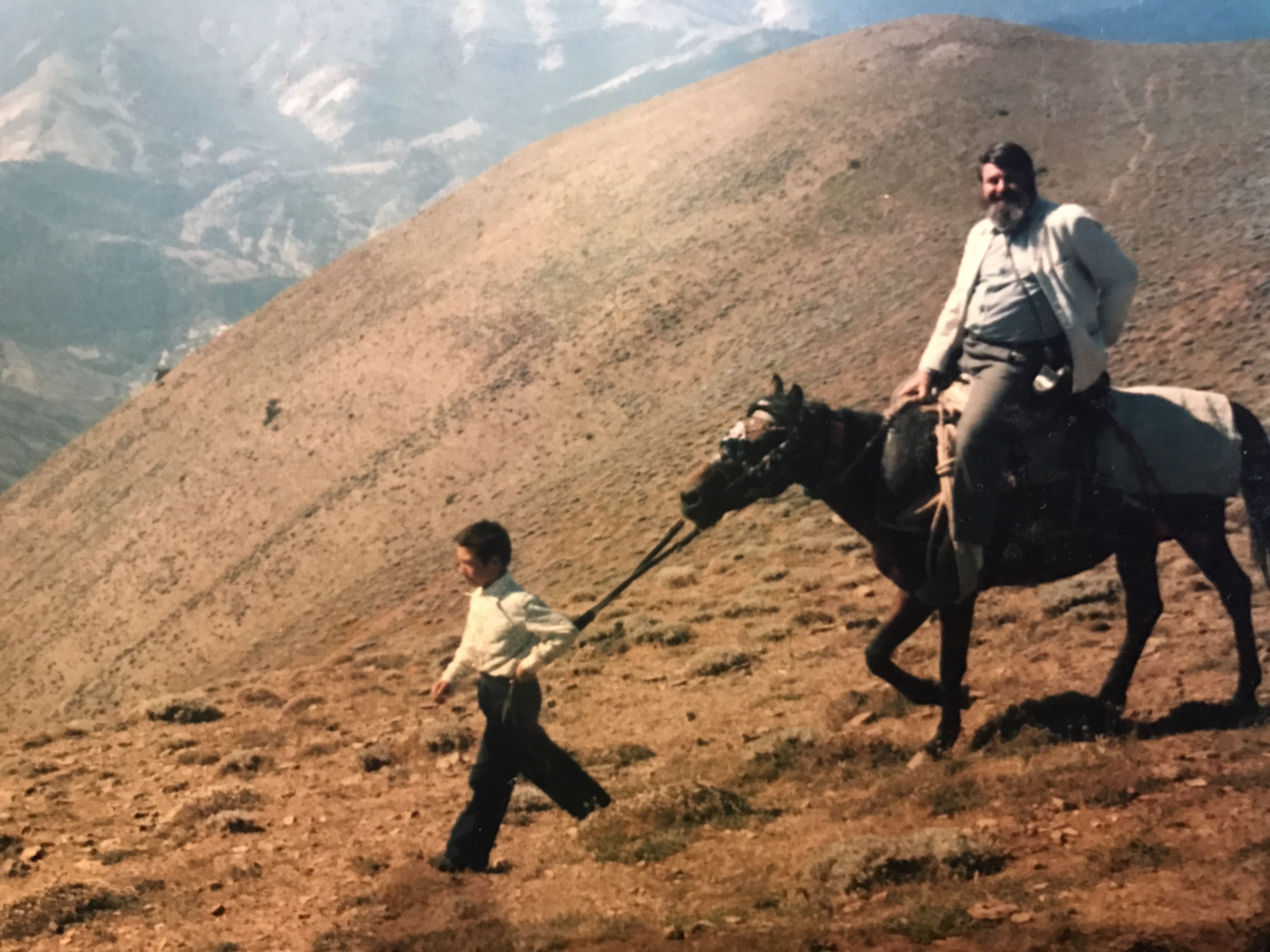
Anthony Bryer in der Türkei

Anthony Applemore Mornington Bryer OBE FSA FRHistS (* 31. Oktober 1937 in Southsea; † 22. Oktober 2016) war ein britischer Byzantinist.

## Leben
Er besuchte die Canford School und studierte nach Abschluss seines Wehrdienstes von 1958 bis 1961 Geschichte am Balliol College in Oxford. Er blieb zunächst am Balliol College, um seine Dissertation über das Kaiserreich Trapezunt zu schreiben, die er 1967 abschloss. 1964 wechselte er an die University of Birmingham, wo er ein Programm für byzantinische Studien begründete. 1975 gründete er die Zeitschrift Byzantine and Modern Greek Studies. Ab 1976 war er Gründungsdirektor des Centre for Byzantine, Ottoman and Modern Greek Studies der Universität Birmingham und 1980 wurde er zum Professor für Byzantinistik ernannt, eine Position, die er bis zu seinem Ruhestand 1999 innehatte.
Er erhielt den Order of the British Empire bei den Neujahrs-Ehrungen 2009.

## Schriften (Auswahl)
- The Empire of Trebizond and the Pontos. London 1980, ISBN 0-86078-062-7.
- mit David Winfield: The Byzantine Monuments and Topography of the Pontos. Washington, D.C. 1985, ISBN 0-88402-122-X (Digitalisat).
- Peoples and Settlement in Anatolia and the Caucasus, 800–1900. London 1988, ISBN 0-86078-222-0.
- mit David Winfield, Selina Ballance, Jane Isaac: The Post-Byzantine Monuments of the Pontos. Variorum, Aldershot 2002, ISBN 0-86078-864-4.